# Gyékényesi lövöldözés
Az 1975-ös gyékényesi lövöldözés Magyarország történelmének egyik legsúlyosabb, békeidőben elkövetett katonai bűncselekménye volt. Horváth Géza őrmester az őt és testvérét ért vélt sérelmeket akarta a Határőrségen megtorolni. Ezért a laktanyából kihozott szolgálati fegyvereivel a gyékényesi vasútállomás peronján várakozó tömegbe lőtt. Tüzelt az őt megállítani akaró vasutasokra és határőrökre is. Két bátor vasúti dolgozó, a megtámadott vonat irányítói: a mozdonyvezető és a kazánfűtő, életük veszélyeztetésével lefegyverezték a támadót. Szerencséjükre a feléjük leadott lövés megakadt. A lövöldöző ámokfutásának következménye három halott és több sebesült volt.

## Horváth Géza előélete
Horváth Géza a mai szlovén határ mellett fekvő Apátistvánfalva községből származott. A fennmaradt adatok szerint jóformán alkalmatlan volt a katonai pályafutásra. A fiatalember enyhe fokú agysorvadásban szenvedett. Antiszociális volt, hiányos kritikai készséggel bírt, viselkedését csak nehezen kontrollálta. Sablonos és elnagyolt szakértői vélemények alapján nyert felvételt a tiszthelyettesi főiskolára, amelyet 1972 nyarára végzett el. 1972 szeptember elsején került a Magyar Néphadsereg hivatásos állományába, ahol a nagyatádi laktanya üzemanyag-ellátási szolgálatvezetője lett őrmesteri rangban. 
Felettesei hamarosan felfigyeltek Horváth gyenge szellemi képességeire. A férfi csak nagyon nehezen sajátította el a munkaköréhez tartozó feladatokat. Számára felettesei eleinte segítő szándékú eligazításokat tartottak, majd csöndesen elfogadták, hogy az őrmester munkakörét lényegében a mellé beosztott sorállományú honvédek látják el. Horváth félig-meddig idegen maradt a nagyatádi laktanyában. Zárkózott volt, katonatársaival nem alakult ki szorosabb kapcsolata. A helyzet kínos mivoltát ő maga is érezte, 1974-ben már a leszereléssel foglalkozott.

## A lövöldözés előzményei
1974 végén Horváth Géza élettársának gyermeke született. 1975 januárjában idegkimerültséggel többször is kezelték a Pécsi Honvéd Kórházban. Szolgálatképtelensége idején a laktanyába nem járt be.
1975 február elején Horváth a gyékényesi vasútállomáson tartózkodott, ahol a határőrök igazoltatták. Az őrmester ittas volt, nem akarta átadni iratait és kötekedett a határőrökkel, ezért az őt igazoltató határőr telefonon felhívta Horváth alakulatát és beszámolt a történtekről. Horváth ez időben egészségügyi szabadságon volt, így közvetlen retorzió nem érte őt, de az esetet sérelemként érte meg.
1975. február 22-én délelőtt Horváth nagyatádi albérletében tartózkodott, amikor levelet kapott édesanyjától. A levélben anyja arról számolt be neki, hogy testvérét, Sándort, a Határőrség emberei tiltott határátlépés közben elfogták. Az asszony azt is megírta, hogy az elfogás során a határőrök bántalmazták is Sándort. Anyja arra kérte Horváthot, hogy utazzon a helyszínre, és "intézkedjen".
Horváth Géza ekkor eldöntötte, hogy bosszút áll a Határőrségen a sérelmekért. A laktanyába ment és ott felvette szolgálati fegyvereit. A fegyvereket egy magával vitt bőröndbe rejtette, majd távozott a laktanyából. Felesége családjához utazott Háromfára. A délutáni órákban a pár elindult, hogy két és fél hónapos gyermekükkel együtt felkeressék Horváth Géza Apátistvánfalván élő szüleit. Az indulás előtt, illetve a Háromfáról Babócsára tartó autóbuszos utazás idején Horváth fél liternyi bort ivott, a bűncselekmény elkövetése idején enyhén részeg volt. A nyomozás során kiderült, hogy a neki felírt nyugtatókat egész nap nem szedte. Babócsán a család felszállt a Magyar Államvasutak Pécsről Gyékényesen át Nagykanizsára közlekedő 2411-es személyvonatára. A személykocsikból álló vonatot gőzmozdony vontatta, Horváthék a mozdony utáni harmadik kocsiban foglaltak helyet.

## Ámokfutás a gyékényesi állomáson

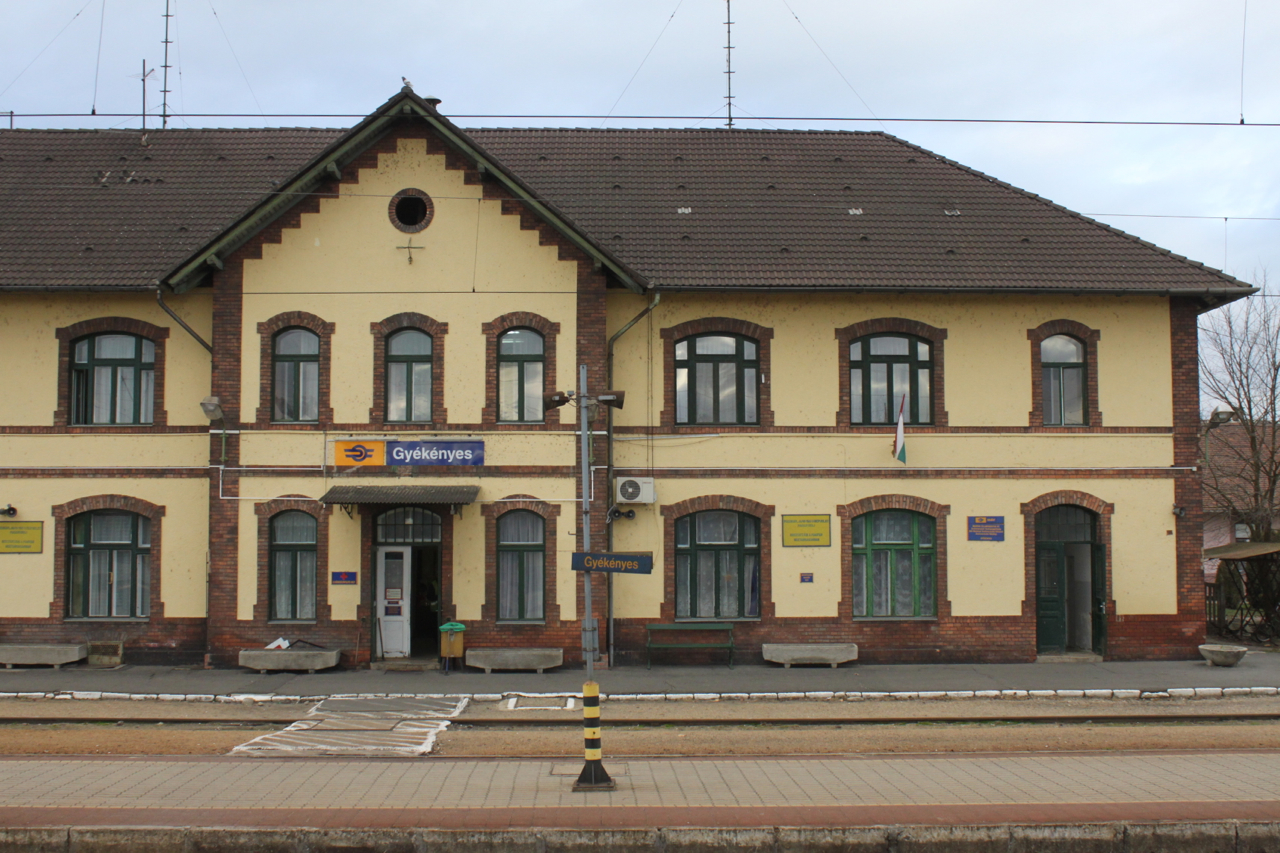
A tettes a gyékényesi állomásépület előtt tartózkodókra lőtt elsőként

A néhány perces késéssel közlekedő személyvonat már sötétben érkezett Gyékényes vasútállomásra. A határállomáson az érkezéskor mintegy 100 fő tartózkodott. Az emberek zömében az állomásépület előtti peronon álltak, ahol a polgári személyek között egyenruhás határőrök is tartózkodtak. Amíg az utascsere zajlott Horváth Géza is leszállt a vonatról és a peronon szolgálatot teljesítő határőrtől annak a határőrtisztnek a holléte felől érdeklődött, aki őt pár héttel korábban az állomáson igazoltatta. Nem kapott érdemi választ, a vonat pedig indulásra készülődött, ezért Horváth visszaszállt a harmadik személykocsiba. Itt előbb elővette anyja levelét és azt átadta élettársának. A vonat 10 perces késéssel, 19:22-kor indult el Gyékényes állomásról. A levelet olvasó asszony arra lett figyelmes, hogy Horváth Géza kinyitotta a nála lévő bőröndöt és abból fegyvereket vett elő. A felfegyverkezett Horváth a kocsi ablakához lépett és lehúzta azt, majd Pa. mintájú 9 mm-es szolgálati pisztolyával többször is az állomási peronon tartózkodó tömegbe lőtt.
A peronon tartózkodók nem értették, mi történik, pánik tört ki. A vonaton lévő határőrök és vasutasok azonban gyorsan felfogták a történéseket és azonnal reagáltak. A vonat utolsó kocsiján három határőr is utazott, ők a lövések hallatán a hang irányába kezdtek futni. A harmadik kocsiba érkezvén a határőrök azt látták, hogy Horváth fegyverrel a kezében áll a vonat ablakában. A három határőr megpróbálta lerohanni Horváthot, ám Horváth csípőből tüzelve mindhárom felé rohanó férfit lelőtte. Ekkor a lövöldözést halló kalauznő meghúzta a vészféket, a vonat pedig az állomás Nagykanizsa felé eső kijáratánál megállt.
Horváth az üres fegyvert az ülésen hagyva magához vette géppisztolyát, leszállt a vonatról és a mozdony felé indult. A mozdonynál találkozott Kuzma József mozdonyvezetővel, aki a fegyvert meglátván megkísérelte őt lefogni, dulakodás kezdődött. Horváth kiszabadította magát a mozdonyvezető karjaiból, majd fegyverét a földre került férfinak szegezte és lövést adott le. A tár első tölténye azonban egy vaktöltény volt, így Kuzma nem sérült meg. A küzdelembe ekkor bekapcsolódott Kovács Ferenc mozdonyfűtő is, akinek mellkasára Horváth több lövést is le akart adni, ám fegyvere csődöt mondott. A helyszínre érkező harmadik személy, Skobrics József döntötte el a küzdelmet. A három férfi földre teperte és lefegyverezte az őrmestert. Jellemző, hogy a megvadult katona csak akkor adta fel a küzdelmet, mikor a vasutasok puskatussal nagy erővel fejbe verték. Az állomást a rendőrség lezárta, a helyszínelés és a tanúk kihallgatása másnap hajnalig zajlott.
A peronon tartózkodók közül két személyt ért haslövés, Varga Rudolf vasutas a helyszínen belehalt a sérülésbe. A vonaton lelőtt határőrök közül Éliás András a helyszínen meghalt. Seres Károly zászlós április 20-án a kórházban halt meg. Őt a belügyminiszter hősi halottá nyilvánította és posztumusz alhadnaggyá léptette elő. A megvadult őrmestert megfékező vasutasok mindhárman megsérültek.

## Az eset következményei
A katonai ügyészség február 23-án őrizetbe vette és emberöléssel gyanúsította meg Horváthot. Az őrmester ámokfutásának számos tanúja volt, így a nyomozás során nem a bizonyítás játszotta a főszerepet, hanem annak vizsgálata, hogy Horváth volt-e olyan szellemi állapotban, hogy tetteinek következményét felfogja. 1975 márciusának első felében Horváthot az Országos Igazságügyi Megfigyelő és Elmegyógyító Intézetben vizsgálták. Az orvosi szakvélemény az év júniusára született meg, ebben az szakértők azt állapították meg, hogy mentális állapota és kis fokú részegsége csak enyhe mértékben korlátozta Horváthot abban, hogy felismerje a fegyverhasználat következményeit.
Az ügy első fokú tárgyalása a Kaposvári Katonai Bíróságon zajlott 1975. június 8. és 10. között. Vádiratában az ügyész azzal vádolta meg Horváthot, hogy eredeti szándékai szerint a testvérét bántalmazó határőrökön akart bosszút állni, ezért tulajdonított el fegyvereket a laktanyából. Azonban a gyékényesi állomáson elveszítette az önuralmát és az őt ért korábbi sérelmekért ott helyben elégtételt akart venni a határőrökön, ezért a peronon tartózkodókra hét lövést adott le, majd újabb hét lövéssel terítette le az őt megfékezni akaró határőröket.
A bíróság több emberen, hivatalos személy ellen elkövetett emberölés bűntettében találta bűnösnek az őrmestert, ezért főbüntetésként halálra, mellékbüntetésként pedig vagyonának teljes elkobzására ítélte.
Horváth tudomásul vette az ítéletet, védője kötelességét teljesítve fellebbezett az ítélet ellen. A gyilkossági ügyet másodfokon a Legfelsőbb Bíróság Katonai Kollégiuma tárgyalta 1975 szeptemberétől. Horváth mentális problémáira tekintettel a bíróság elrendelte a férfiról korábban kiállított elme- és idegorvosi, valamint pszichológiai szakvélemények felülvizsgálatát. A felülvizsgálat a korábbival lényegében azonos eredménnyel zárult: a lövöldözés idején Horváth képes volt tettének következményeit felfogni. A másodfokú bíróság 1976. március 15-i ítéletében csak a tényállást egészítette ki, az első fokú bíróság korábbi ítéletét helyben hagyta. Horváth Gézát 1976. május 6-án kivégezték.
Horváth ügyéből a Néphadsereg is fontos tanulságokat vont le. Ezek közül a legfontosabb a fegyverhez jutás szigorítása volt. Horváth Géza betegszabadsága idején jutott hozzá három fegyverhez, amelyek közül csak egy volt a saját szolgálati fegyvere. A Néphadsereg parancsnoksága még a nyomozás ideje alatt jelentősen megszigorította a fegyverek tárolására és kiadására vonatkozó szabályokat és azok ellenőrzését.
A másik tanulság a fegyveres testületek személyi állományába való bejutás szigorításának szükségessége volt.
A lövöldöző katonával puszta kézzel szembeszálló három vasutast hősies magatartásukért a Haza Szolgálatáért Érdemérem arany fokozatában részesítették.